# Hermann Levi
Pour les articles homonymes, voir Levi.
Hermann Levi est un chef d'orchestre allemand, né le 7 novembre 1839 à Gießen et mort le 13 mai 1900 à Garmisch-Partenkirchen.

## Biographie
De confession juive, fils du rabbin Benedikt Levi, Hermann est éduqué à Gießen et à Mannheim, avant d'être remarqué par Vinzenz Lachner. De 1855 à 1858, il étudie au conservatoire de Leipzig et, après une série de voyages qui le mènent à Paris, il obtient son premier poste comme directeur musical à Sarrebruck, puis à Mannheim en 1861. 
De 1862 à 1864, il est chef principal à l'Opéra allemand de Rotterdam, puis à Karlsruhe jusqu'en 1872, date où il part pour l'opéra d'État de Bavière à Munich, poste qu'il conserve jusqu'en 1896, quand des problèmes de santé l'obligent à mettre un terme à ses activités.
Levi se produisait rarement hors de Munich, et encore moins souvent à l’étranger. À Paris, en mars 1894, la critique fut très impressionnée, en particulier par son interprétation d’extraits de Parsifal (le prélude et l’Enchantement du Vendredi Saint).
A Londres, lors du concert qu’il dirigea le 25 avril 1895 au Queen’s Hall, le programme comprenait le prélude de Parsifal, la Huldigungsmarch (Marche d’hommage, composée en 1864 pour l’anniversaire de Louis II de Bavière).

## Influence
Hermann Levi, d'abord proche de Brahms et de ses conceptions musicales, s'est progressivement rapproché de Richard Wagner et de sa famille.
Il a joué un grand rôle dans l'appréciation du public pour la musique de Wagner, dont il fut un proche (et ceci malgré l'antisémitisme affiché de Wagner).
Cependant : "La vénération inconditionnelle de Hermann Levi pour Richard Wagner, le génie dont il faisait preuve dans la direction d’orchestre, l’ampleur de sa culture, son amour pour Goethe et Schiller séduisaient Cosima".

### Relations avec Wagner

#### Parsifal et Bayreuth
Bien que Wagner lui eût demandé sans succès de se convertir pour diriger Parsifal (opéra « chrétien » par excellence aux yeux du compositeur), il renonça finalement à cette exigence. 
Par ailleurs, Wagner ne disposant pas de l’orchestre et des chœurs du Théâtre de Munich, sans leurs chefs attitrés, accepta donc, « dans un sentiment de reconnaissance, écrivit-il à Louis II, les chefs de cet organisme musical dans l’emploi qui est le leur, au service de mon royal maître, et sans me demander si les uns sont juifs et les autres chrétiens ».
Ce fut Herman Levi qui dirigea la première à Bayreuth le 26 juillet 1882.

#### Venise et enterrement de Wagner
Il fut sollicité, à ses funérailles, pour porter son cercueil, accompagné d'Adolf von Gross, Hans Richter et Hans von Wolzogen.

#### Houston Chamberlain et Cosima Wagner
"Lorsque Hermann Levi mourut, à Munich, en mai 1900, c’est précisément à l’antisémite notoire Houston Stewart Chamberlain que Cosima demanda d’écrire une nécrologie pour les Bayreuther Blätter (en). Chamberlain accepta et Cosima lui indiqua quelques points qu’elle jugeait importants. Elle rappela la « haute culture intellectuelle » de Levi, loua la « conscience avec laquelle il abordait les questions pratiques » et célébra sa « générosité », qui lui faisait refuser tout dédommagement".